# Râul Bârsău, Someș (Satulung)
Râul Bârsău este un curs de apă, afluent al râului Someș. 